# Zbigniew Orywał
Zbigniew Orywał (ur. 5 kwietnia 1930 w Kępnie) – polski lekkoatleta, średniodystansowiec.

## Życiorys
Był pierwszym Polakiem, który odniósł sukcesy na terenie USA w hali, gdzie dwukrotnie zdobył tytuł międzynarodowego mistrza tego kraju w biegu na dystansie 1000 jardów (914,4 metra) w 1958 (2:14,1) i 1959 (2:12,6). Zwyciężył również w zawodach Millrose Games w 1959 na 880 jardów (1:52,2) oraz w mitingu NYAC w 1959 na 1000 jardów (2:09,8). W powyższych zawodach pokonani zostali mistrzowie Europy i medaliści olimpijscy (czołówka światowa średniodystansowców).
Przebiegł 1 milę (1609 m) poniżej 4 minut – 1959 (3:59,7) w czasie meczu Wielka Brytania – Polska w Londynie – 1 miejsce. Przebiegnięcie 1 mili poniżej 4 minut nominowało do klubu Bannistera.
Urodził się w Kępnie, jednak dwa lata później cała jego rodzina przeprowadziła się do Wągrowca. Tu ukończył Liceum Ogólnokształcące, a w 1953 został absolwentem Wyższej Szkoły Wychowania Fizycznego w Poznaniu, gdzie otrzymał tytuł magistra wf.
W lekkoatletyce debiutował w mistrzostwach szkoły w 1947 roku. Startował i zwyciężał w biegach narodowych i ulicznych. W latach 1954–1955 czterokrotnie otrzymywał powołania do kadry na mecze wyjazdowe i czterokrotnie nie zgadzano się na jego w nich udział.
W 1956 wywalczył pierwszy w karierze tytuł mistrza Polski w biegu na 800 m. W 1957 oficjalnie zadebiutował w kadrze polskich lekkoatletów w trójmeczu Polska – Belgia – NRD w Krakowie. W 1958 zdobył tytuł halowego mistrza USA w biegu na 1000 jardów, a kilka tygodni później podczas pamiętnego meczu lekkoatletycznego Polska – USA w Warszawie pokonał biegaczy amerykańskich. W styczniu 1959 ponownie został mistrzem Stanów Zjednoczonych. Wygrał również bieg na 1 milę podczas największego europejskiego mityngu lekkoatletycznego „Weltklasse” w Zurichu.
W 1958 roku pobił trzy rekordy Polski: na 1000 m (czas: 2:18,8), 1500 m (3:42,0) oraz 1 milę (3:59,4 min). W 1960 podczas XVII Igrzyskach Olimpijskich w Rzymie wągrowczanin startował na dwóch dystansach – 800 m i 1500 m, gdzie zapisał się w olimpijskich statystykach jako uczestnik biegów eliminacyjnych. Od 1961 roku rozpoczął karierę trenera lekkoatletów „Warty” Poznań, a następnie „Olimpii” Poznań. W tym samym czasie rozpoczął współpracę z kadrą narodową jako trener Polskiego Związku Lekkiej Atletyki, a jego podopieczny Bronisław Malinowski zdobył w biegu na 3000 m z przeszkodami srebrny i złoty medal na igrzyskach olimpijskich w Montrealu w 1976 i Moskwie w 1980. Od 1982 do 2000 roku pracował na stanowisku trenera kadry narodowej lekkiej atletyki w Irlandii, a największe sukcesy trenera biegaczy irlandzkich przyszły w ostatnim roku jego pracy na Wyspach i związane były z igrzyskami olimpijskimi w Sydney, na których Sonia O’Sullivan wywalczyła srebrny medal na dystansie 5000 m.
Mieszka w Poznaniu. Zbiór pamiątek (m.in. dyplomów i medali), przekazał muzeum regionalnemu w Wągrowcu.

## Kariera sportowa
– Biegacz na średnie dystanse (800 m, 1000 m, 1500 m, 1 mila i na 400 m przez płotki.
– Zawodnik poznańskich klubów: Warta (1948-1961) i Olimpii (1962-1965)
– Olimpijczyk z Rzymu (1960) – 800 m i 1500 m (odpadł w przedbiegach)
– Uczestnik mistrzostw Europy w Sztokholmie (1958) – 1500 m (7 miejsce 3:43,2)
– 22-krotny reprezentant Polskich w meczach międzypaństwowych(1954-1961) 30 startów (9 zwycięstw) na dystansach 800 m, 1500 m, 1 1 mili, 400 m przez płotki i w sztafecie 4 × 400 m.
– 8-krotny mistrz kraju:
800 m (1956)
1500 m (1957, 1958, 1960, 1961)
3 × 1000 m (1949)

## Sukcesy
- Bieg na 1000 m (2:18,8) – 1958 - Turku – Finlandia. Wynik lepszy od starego rekordu świata (2:19,0) ale zajął drugie miejsce za Danem Waernem – Szwecja (2:18,5).
- Zwycięstwa w meczach międzypaństwowych:
  - Polska – Stany Zjednoczone w biegu na 1500 m (3:42,7) – 1958
  - Polska – Związek Radziecki w biegu na 800 m (1:50,2) – 1959
  - Wielka Brytania – Polska w biegach na 800 m i 1500 m – 1958
- Zwycięstwa w memoriałach:
  - J. Kusocińskiego w Warszawie – 2-krotnie na 1500 m.
  - Rošickiego w Pradze – w biegu na 800 m oraz w Berlinie, Hamburgu, Helsinkach, Turku, Hanower, Sztokholm.

## Rekordy życiowe[4]
- Bieg na 400 metrów – 49,0
- Bieg na 800 metrów – 1:48,1
- Bieg na 1500 metrów – 3:42,0
- Bieg na milę – 3:59,7

Startował również w dziesięcioboju. Dwukrotnie trzecie miejsce w mistrzostwach Polski 1954 i 1955 Mistrz CRZZ w dziesięcioboju lekkoatletycznym i pięcioboju.

## Odznaczenia
- Odznaka „Mistrz Sportu” (1957 r.)
- Odznaka „Zasłużony Mistrz Sportu” (1960 r.)
- Medal za Wybitne Osiągnięcia Sportowe (srebrny i złoty)
- Odznaka Honorowa Miasta Poznania (1960 r.)

## Kariera trenerska
- 1953-1955 Koordynator lekkiej atletyki w Z.S „Zryw” – Zielona Góra
- Główny Trener l.a.w K.S „Stal” – Zielona Góra
- 1955 Koordynator l.a. w Z.S „Zryw” – Poznań
- 1955-1961 Trener w KS Warta Poznań
- 1962 Koordynator Sekcji l.a. GKS „Olimpia – Poznań”
- 1962-1966 Trener Kadry w Polskim Związku Lekkiej Atletyki w biegach średnich mężczyzn (800m i 1500m)
- 1967-1982 Trener koordynator w konkurencjach wytrzymałościowych kobiet i mężczyzn w Polskim Związku L.A

Bezpośrednio biegi średnie mężczyzn oraz okresowo w chodzie sportowym i maratonie.